# Ben Turner
Benjamin Elliott Turner (Doncaster, 28 de maio de 1999), conhecido como Ben Turner, é um ciclista profissional britânico que milita nas fileiras do conjunto Ineos Grenadiers.

## Palmarés
- 2023
  - Volta a Múrcia[1]

## Resultados em Grandes Voltas e Campeonatos do Mundo
| Corrida            | Corrida            | 2020 | 2021 | 2022  |
| ------------------ | ------------------ | ---- | ---- | ----- |
|                    | Giro d'Italia      | —    | —    | —     |
|                    | Tour de France     | —    | —    | —     |
|                    | Volta a Espanha    | —    | —    | 72.º  |
| Mundial em Estrada | Mundial em Estrada | —    | —    | 100.º |

—: não participa
Ab.: abandono